# 御所藩
御所藩（日语：／ Gose-han */?）是日本大和國葛上郡御所的藩，慶長5年（1600年）創藩，寬永6年9月29日（1629年11月14日）廢藩，石高在高峰期達26,370石左右，藩廳是御所陣屋。

## 歷史
慶長5年（1600年），桑山元晴在關原之戰中由於攻擊大谷吉繼軍建功，戰後獲賜大和國葛上郡御所2,000石，並且在其父桑山重晴隱居後繼承其在葛上郡10,000石內的8,000石，以10,000石創藩。慶長11年（1606年）11月，重晴在臨終前向江戶幕府請求將其隱居費16,000石中的6,000石由元晴繼承，剩餘的10,000石則由元晴長子桑山清晴繼承。雖然獲准，不過清晴在慶長14年12月31日（1610年1月25日）由於受到德川家康貶斥而被改易，其領地劃入至御所藩，石高增至約26,370石。
元和6年（1620年），元晴次子桑山貞晴繼位，寬永9月29日（1629年11月14日）死去。貞晴在臨終前雖然打算讓其弟桑山榮晴繼位，但是由於未獲准讓其成為末期養子而被改易。御所藩的領地一度劃入至大和郡山藩，元祿年間（1688年至1704年）之後則為幕府領。寬永11年12月（1635年1月或2月），榮晴獲賜藏米500俵，正保3年12月4日（1647年1月9日）再加增500俵。元祿10年7月26日（1697年9月11日），榮晴之子桑山直晴從藏米知行變為地方知行，獲賜常陸國筑波郡、茨城郡、下野國那須郡和芳賀郡內1,000石來代替藏米1,000俵。

## 歷任藩主
| 家名   | 家格      | 名稱     | 石高                         |
| ------ | --------- | -------- | ---------------------------- |
| 桑山家 | 外樣 陣屋 | 桑山元晴 | 10,000石↓ 16,000石↓ 26,370石 |
| 桑山家 | 外樣 陣屋 | 桑山貞晴 | 26,370石                     |

## 註解
1. ↑  御所現為奈良縣御所市御所地區（日语：御所町 (奈良県)）[1]。

## 外部連結
- . kotobank （日语）.